# Emiliano López
Emiliano López (Rada Tilly, Chubut, 11 de febrero de 1987) es un piloto argentino de automovilismo. Compitió a nivel nacional en las categorías TC Mouras, Top Race Junior y Top Race V6, en las cuales siempre incursionó a la par de su hermano mayor Nazareno. Precisamente, ambos hermanos son pilotos fundadores de la escudería Oil Competición.

## Biografía
Nacido en el sur argentino, Emiliano es hijo del empresario argentino Cristóbal López. Se inició en el karting corriendo en los circuitos de su provincia, para luego pasar a correr con autos de turismo. A nivel nacional, se inició junto a su hermano mayor Nazareno, con quién participó en la categoría TC Mouras al comando de un Torino Cherokee. 
En 2009, ambos hermanos siguen su carrera incursionando en el Top Race Junior, a bordo de dos Alfa Romeo 156, atendidos por el equipo de Ariel Pacho. Ese mismo año, deciden comprar el Ford Falcon con el que Juan Manuel Silva resultara subcampeón de Turismo Carretera en 2008, y lo ponen en pista para su incursión en el TC Mouras. 
En 2010, asciende junto a su hermano al Top Race V6, formando equipo inicialmente con su coterráneo Ariel Pacho, para luego incorporarse al equipo Oil Competición, junto a su hermano y junto al campeón de la especialidad José María López. Este vínculo entre "Los tres López" se extendió hacia el Turismo Carretera, donde Emiliano ascendería ese año al TC Pista, y pelearía el título culminando en la undécima posición. En el TRV6, Emiliano López arrancaría el año disputando la Copa América 2010 a bordo de un Citroën C5, para luego cambiarlo en el Torneo Clausura 2010 de Top Race por un Ford Mondeo II, siempre identificado con el número 87.
A fines de ese año, fue confirmada la unión entre las escuderías Oil Competición y FP Racing, para la creación del Equipo Fiat Oil Combustibles de TC 2000, en el que Emiliano López fuera confirmado como uno de los pilotos de esta nueva escudería para disputar el campeonato 2011 de dicha especialidad. A su vez, en el Top Race V6, la escudería se renueva poniendo en pista dos Mercedes-Benz Clase C, en lugar de los Ford Mondeo II, siendo confirmados como pilotos Emiliano y José María López.

## Trayectoria
| Año  | Categoría                        | Automóvil             |
| ---- | -------------------------------- | --------------------- |
| 2008 | Top Race Junior                  | Alfa Romeo 156        |
| 2009 | TC Mouras                        | Torino Cherokee       |
| 2010 | TC Pista                         | Chevrolet Chevy       |
| 2010 | Top Race V6 Copa América 2010    | Citroën C5            |
| 2010 | Torneo Clausura 2010 de Top Race | Ford Mondeo II        |
| 2011 | TC Pista                         | Chevrolet Chevy       |
| 2011 | TC 2000                          | Fiat Linea            |
| 2011 | Top Race V6                      | Mercedes-Benz Clase C |
| 2011 | Top Race V6                      | Ford Mondeo III       |
| 2012 | TC Pista                         | Chevrolet Chevy       |
| 2012 | TC Pista                         | Dodge Cherokee        |
| 2013 | TC Pista                         | Dodge Cherokee        |

## Trayectoria en Top Race
| Temporada            | Categoría       | Automóvil             | Equipo          | Posición Final   |
| -------------------- | --------------- | --------------------- | --------------- | ---------------- |
| 2008                 | Top Race Junior | Alfa Romeo 156        | CR Competición  | 9º (50 puntos)   |
| Copa América 2010    | Top Race V6     | Citroën C5            | CR Competición  | 41.º (8 puntos)  |
| Copa América 2010    | Top Race V6     | Citroën C5            | Oil Competición | 41.º (8 puntos)  |
| Torneo Clausura 2010 | Top Race V6     | Ford Mondeo II        | Oil Competición | 30.º (20 puntos) |
| 2011                 | Top Race V6     | Mercedes-Benz Clase C | Oil Competición | 33º (14 puntos)  |
| 2011                 | Top Race V6     | Ford Mondeo III       | Oil Competición | 33º (14 puntos)  |

## Resultados

### Turismo Competición 2000
| Año  | Equipo                       | Auto       | 1   | 2   | 3   | 4   | 5   | 6   | 7  | 8   | 9   | 10  | 11  | 12  | 13  | Res. | Puntos |
| ---- | ---------------------------- | ---------- | --- | --- | --- | --- | --- | --- | -- | --- | --- | --- | --- | --- | --- | ---- | ------ |
| 2011 |                              |            | GR  | SFE | SFE | SMM | SJU | RES | AG | TRH | LPL | TRE | JUN | PDF | PAR | 23°  | 15     |
| 2011 | Equipo Fiat Oil Combustibles | Fiat Linea | Ret | NL  | Ret | Ret | 15  | 16  | 16 | 20  | 8   | 25  | Ret | 19  | Ret | 23°  | 15     |